# Яак (Монтана)
Яак (англ. Yaak) — переписна місцевість (CDP) в США, в окрузі Лінкольн штату Монтана. Населення — 338 осіб (2020).

## Географія
Яак розташований за координатами 48°49′54″ пн. ш. 115°40′43″ зх. д. / 48.83167° пн. ш. 115.67861° зх. д. (48.831708, -115.678559).  За даними Бюро перепису населення США в 2010 році переписна місцевість мала площу 72,83 км², з яких 72,12 км² — суходіл та 0,71 км² — водойми.

## Демографія
Згідно з переписом 2010 року, у переписній місцевості мешкало 248 осіб у 132 домогосподарствах у складі 75 родин. Густота населення становила 3 особи/км².  Було 322 помешкання (4/км²).
Расовий склад населення:
| - 96,8 % — білих - 0,4 % — вихідців з тихоокеанських островів - 0,4 % — корінних американців |

До двох чи більше рас належало 2,4 %. Частка іспаномовних становила 1,2 % від усіх жителів.
За віковим діапазоном населення розподілялося таким чином: 9,7 % — особи молодші 18 років, 63,3 % — особи у віці 18—64 років, 27,0 % — особи у віці 65 років та старші. Медіана віку мешканця становила 57,3 року. На 100 осіб жіночої статі у переписній місцевості припадало 121,4 чоловіків;  на 100 жінок у віці від 18 років та старших — 115,4 чоловіків також старших 18 років.
Середній дохід на одне домашнє господарство  становив 45 581 долар США (медіана — 35 625), а середній дохід на одну сім'ю — 45 947 доларів (медіана — 41 000). За межею бідності перебувало 20,4 % осіб, у тому числі 24,0 % дітей у віці до 18 років та 10,0 % осіб у віці 65 років та старших.
Цивільне працевлаштоване населення становило 70 осіб. Основні галузі зайнятості: освіта, охорона здоров'я та соціальна допомога — 22,9 %, будівництво — 20,0 %, оптова торгівля — 7,1 %, роздрібна торгівля — 7,1 %.